# Banque nationale de Serbie
La Banque nationale de Serbie (en serbe : Narodna banka Srbije, en serbe en écriture cyrillique : Народна банка Србије) est la banque centrale de la république de Serbie ; en tant que telle, elle a comme mission de veiller à la stabilité des prix et à la stabilité financière du pays. Elle est située à Belgrade, la capitale du pays.

## Histoire

### Fin duXIXesiècleet début duXXesiècle
Après plusieurs siècles d'occupation ottomane, la Serbie obtint son autonomie en 1830 puis son indépendance en 1878. L'État serbe renaissant dut créer de nouvelles institutions. Pendant la période de libération, la Serbie n'avait pas moins de 43 devises étrangères en circulation sur son territoire.
En 1854, le journal Srpske novine publia un article intitulé "La crise monétaire actuelle". Son auteur en appelait à la création d'une nouvelle institution financière destinée à mettre de l'ordre dans les affaires du pays. Il s'écoula en fait trente ans avant que l'idée ne se réalise. Conçue sur le modèle de la Banque nationale de Belgique, la Banque nationale du royaume de Serbie fut fondée le 6 janvier 1884 par un décret du roi Milan Ier ; la banque était un établissement privé mais l'État se donnait un droit de regard sur ses opérations. La première assemblée générale de la nouvelle institution eut lieu du 26 au 29 février. Cependant, on considère que la Banque fut véritablement installée le 16 mars 1884, lorsqu'elle reçut sa première lettre officielle du Ministre des finances Đorđe Pavlović. Elle commença ses activités le 2 juillet 1884, date à laquelle fut imprimé le premier billet de banque serbe.
À l'origine, elle était située au 38 de la rue Knez Mihailova, à l'angle de la rue Dubrovačka (aujourd'hui rue Kralja Petra). Elle s'installa ensuite dans un immeuble plus grand de la rue Kralja Petra qui abrite encore aujourd'hui la direction de la Banque.
Après la Première Guerre mondiale, le royaume de Serbie devint le royaume des Serbes, Croates et Slovènes. Par un décret du 26 janvier 1920, la Banque nationale du royaume de Serbie devint la Banque nationale de la nouvelle entité politique. Elle fut également reconnue officiellement comme un établissement de prêt. En 1931, la Banque devint la banque centrale du royaume de Yougoslavie nouvellement constitué et, en 1931, elle fut chargée de gérer la politique de crédits et, plus généralement, elle eut comme mission de définir les grandes lignes de la politique monétaire du pays et de veiller au maintien de la valeur de la monnaie nationale.

### Après la Seconde Guerre mondiale
Pendant la Seconde Guerre mondiale (avril 1941 – octobre 1944), la banque poursuivit ses activités depuis ses bureaux de Londres. En septembre 1946, elle fut nationalisée et elle continua ses activités sous le nom de Banque Nationale de Yougoslavie.

### Aujourd'hui
Redevenue Banque Nationale de Serbie, l'institution joue un rôle de régulation et de contrôle dans un marché bancaire en cours de privatisation et de plus en plus ouvert aux banques internationales. Depuis 2005, tout prise de participation de plus de 5 % dans le  capital d'une banque nationale est soumise à son approbation.
La part de la population serbe ayant souscrit un crédit auprès d'une banque est passé de 15,3 % à 35,9 % entre 2003 et 2007. Dans ce cadre, la Banque nationale de Serbie veille au provisionnement règlementaire des autres banques du pays et elle encadre ainsi le crédit aux particuliers. En 2006, sous la pression du FMI, elle a dû relever encore le niveau des réserves bancaires obligatoires.
La Banque Nationale de Serbie a également comme mission de stabiliser le taux de change entre l'euro et le dinar serbe.
Depuis 2006, la banque est installée dans des locaux modernes situés dans la rue Nemanjina, près de la place de Slavija. En revanche, la direction de la banque, et notamment le bureau du gouverneur, reste dans les bâtiments historiques de la rue Kralja Petra.

## Architecture

### Immeuble de la rue Kralja Petra
Situé au 12, rue Kralja Petra, l'immeuble est construit en 1889 d'après les plans de Konstantin Jovanovic. Des travaux d'agrandissement ont été réalisés en 1922-1925. Le bâtiment dispose d'un sous-sol, d'un rez-de-chaussée, de deux étages et d'un grenier. Il a été construit dans le style des palais de la Renaissance avec une cour intérieure. Le bâtiment est volontairement imposant. C'est l'un des rares bâtiments publics de Belgrade à avoir conservé son apparence à ce jour. Il illustre le savoir-faire de l'architecture serbe. Des travaux de restauration ont été réalisés en 1966, 1989 et 1991,,.

### Bâtiment de la rue Nemanjina
Situé au 12, rue Nemanjina, le bâtiment est construit entre 1998 et 2000. En service depuis 2006, il a un style plus moderne que l'autre bâtiment, avec une partie en pierre, massive, et une autre en verre.